# Flutkatastrophe am Gelben Fluss 1887
Die Flutkatastrophe am Gelben Fluss 1887 ereignete sich am 28. September 1887 am Unter- und Mittellauf des Gelben Flusses und gilt als eine der schwersten Flutkatastrophen seit Beginn der Aufzeichnungen. Schätzungen über die Zahl der Opfer schwanken wegen der äußerst ungünstigen Quellenlage zwischen 900.000 und zwei Millionen Toten.
Um die häufigen Hochwasser des Gelben Flusses einzuschränken, errichtete man schon früh Dämme, um das fruchtbare Flusstal landwirtschaftlich nutzbar zu machen. Die großen Mengen an Schlamm, die der Gelbe Fluss mit sich führte, konnten ohne entsprechende Maßnahmen bei Staudämmen jedoch nicht mehr bis zur Mündung mitgeführt werden und lagerten sich am Flussbett vor den Dämmen ab. Dadurch stieg der Wasserspiegel immer weiter an und belastete so immer stärker die Dämme. Starke Regenfälle im Herbst 1887 im Oberlauf verursachten eine große Flutwelle, die womöglich durch Dammbrüche in Mittelchina noch verstärkt wurde. Im flachen und schon damals dicht besiedelten Mündungsbereich überschwemmte die Flutwelle eine Fläche von mehr als 15.000 km² und machte mehrere Millionen Menschen obdachlos. In den überschwemmten Regionen brachen schwere Seuchen aus, die vermutlich ähnlich viele Menschen in den Tod rissen wie das Hochwasser selbst.